# Tunen
Die Sprache Tunen (auch banen, banend, nenni nyo’o, penin, penyin; ISO 639-3: baz) ist eine südbantoide Sprache aus der Sprachgruppe der Mbam-Sprachen, die von insgesamt 35.300 Personen in den Kameruner Regionen Zentrum und Littoral gesprochen wird.
Das Tunen hat mehrere Dialekte: eling (alinga, tuling), itundu, logananga, ndogbang, ndokbiakat, ndoktuna, ni nyo’o (nyo’on, nyokon, fung) und mese (paningesen, ninguessen, sese).
Die Sprache verwendet als Schriftsystem das lateinische Alphabet. Tunen unterscheidet sich von der benachbarten Sprache Pinyin [pny].